# The Family Corleone
La familia Corleone es una novela de 2012 de Ed Falco, basada en un guion no producido de Mario Puzo, quien murió en 1999. Es la precuela de El padrino, de Puzo. Fue publicada por Grand Central Publishing y lanzada el 8 de mayo de 2012. Es el quinto y último libro publicado en la serie de novelas El padrino pero, al ser una precuela, se establece cronológicamente primero.
La novela, ambientada en la Gran Depresión al final de la Prohibición, cuenta cómo Vito Corleone consolidó su poder para convertirse en el Don más poderoso de la ciudad de Nueva York. Además, cuenta la incorporación de Sonny Corleone al negocio familiar y la graduación de Tom Hagen de ser un miembro adoptivo de la familia Corleone antes de convertirse en consigliere. La novela también revela cómo Luca Brasi se asoció por primera vez con los Corleone y presenta una serie de nuevos personajes, incluido el jefe del crimen Giuseppe Mariposa.

## Argumento
En la ciudad de Nueva York de 1933, Sonny Corleone, de 17 años, sabe que el negocio del aceite de oliva de su padre, Vito Corleone, es una tapadera para sus actividades mafiosas. Con el final de la Prohibición y el aumento de las tensiones entre los grupos del crimen organizado en la ciudad, el impulsivo Sonny desea unirse al imperio criminal de su padre su ambición por el poder lo hara asesinar a su padre Vito carleone.

## Recepción
La recepción de la novela fue mixta a positiva, con George De Stefano en el New York Journal of Books argumentando que "Ed Falco logra hábilmente una hazaña de nigromancia literaria, devolviendo a la vida a una de las figuras más icónicas de Cultura popular estadounidense: Don Vito Corleone". Patrick Anderson de The Washington Post escribió: "Falco ha capturado el rico estilo de prosa y la atención a los detalles de Puzo. Si desea leer otra entrega de la historia de Corleone, The Family Corleone es un trabajo sólido". Kirkus Reviews le dio una crítica positiva, llamándolo: "Una adición digna al espeluznante mundo de las Cinco Familias."

## Adaptación cinematográfica
El patrimonio de Puzo había tratado de evitar que Paramount Pictures produjera una película basada en la novela. El caso se resolvió con Paramount obteniendo los derechos para hacer más películas de El Padrino.

## Audio libro
Hachette Audio produjo un audiolibro de La familia Corleone leído por Bobby Cannavale.